# جنگ جهانی سوم (فیلم ۱۴۰۱)
جنگ جهانی سوم فیلمی ایرانی به تهیه‌کنندگی و کارگردانی هومن سیدی و نویسندگی سیدی، آرین وزیردفتری و آزاد جعفریان است. محسن تنابنده در نقش اصلی، در کنار مهسا حجازی، ندا جبرائیلی،  سحر نیک و مرتضی خانجانی در این فیلم بازی می‌کنند. این فیلم با سرمایه‌گذاری نماوا ساخته شده و نخستین‌باری است که یک پلتفرم پخش آنلاین ایرانی پروژه‌ای سینمایی می‌سازد؛ همچنین این فیلم دومین همکاری سیدی و نماوا پس از مجموعهٔ قورباغه است.
جنگ جهانی سوم برای نخستین بار در ۷ سپتامبر ۲۰۲۲ در هفتاد و نهمین دوره جشنواره بین‌المللی فیلم ونیز نمایش داده شد و دو جایزه در بخش افق، از جمله بهترین فیلم برای هومن سیدی و بهترین بازیگر مرد برای محسن تنابنده را به ارمغان آورد. این فیلم در ۱۹ سپتامبر به عنوان نماینده رسمی سینمای ایران برای حضور در نود و پنجمین دوره جوایز اسکار از سوی کمیتهٔ انتخاب معرفی شد اما به جمع فهرست نامزدهای اولیه نیز راه پیدا نکرد.

## خلاصهٔ داستان
شکیب (محسن تنابنده) یک کارگر روزمزد میانسالِ بی‌خانمان است که همسر و پسرش را سال‌ها پیش در زلزله از دست داده و تاکنون با این امر کنار نیامده است. او در طی چند سال گذشته، با یک زن لال و ناشنوای جوان به نام لادن رابطه برقرار کرده‌است. محل ساخت‌وسازی که او امروز در آن کار می‌کند، معلوم می‌شود که صحنهٔ فیلمی دربارهٔ اقدامات آدولف هیتلر در طول جنگ جهانی دوم است. شکیب به‌عنوان جایگزین بازیگر قبلی انتخاب می‌شود و خانهٔ بزرگی به او داده می‌شود. لادن با متوجه شدن این موضوع از او برای حل مشکلی کمک می‌خواهد و شکیب مجبور میشود لادن را در محل فیلمبرداری مخفی کند. ساختمان طبق برنامه فیلمبرداری منفجر میشود اما شکیب که از انفجار ساختمان بی‌خبر بوده مجبور میشود به عوامل فیلم حقیقت را بگوید که همین باعث میشود سازندگان فیلم به دنبال مخفی نگه داشتن این موضوع شوند. شکیب که به دنبال انتقام است غذای عوامل فیلم را مسموم میکند.

## بازیگران
- محسن تنابنده در نقش شکیب
- مهسا حجازی در نقش لادن
- ندا جبرائیلی در نقش ندا زارع
- نوید نصرتی در نقش سعید نصرتی
- مرتضی خانجانی در نقش فرشید
- لطف‌الله سیفی
- حاتم مشمولی در نقش رستگار[۷]
- سحر نیک

## تولید

### پیش‌تولید
در ۲۱ اردیبهشت ۱۴۰۰ هومن سیدی اعلام کرد که در مجموعه شاخ آفریقا سعید آقاخانی و احسان ظلی‌پور حضور نخواهد داشت زیرا مشغول ساخت فیلم جدیدش است. در ۱۳ تیر اعلام شد که نام فیلم جدید سیدی جنگ جهانی سوم خواهد بود و پیش‌تولید آن چندروزی است که آغاز شده‌است. همچنین محسن تنابنده به‌عنوان اولین بازیگر فیلم و برخی از عوامل فیلم معرفی شدند و اعلام شد که فیلم‌برداری جنگ جهانی سوم از شهریورماه آغاز خواهد شد و گفته شد که بقیه بازیگران پروژه نیز در خبرهای بعدی اعلام خواند شد. همچنین اعلام شد که سرویس پخش اینترنتی نماوا سرمایه‌گذاری این پروژه را انجام می‌دهد. در ۱۳ شهریور اعلام شد که سیدی، پروانه ساخت پروژه جنگ جهانی سوم را گرفته‌است و به‌زودی فیلم‌برداری آغاز خواهد شد و همچنین در جشنواره فیلم فجر حضور خواهد داشت.

### فیلم‌برداری
در ۵ آبان، بازیگران، نویسندگان و عوامل دیگر فیلم معرفی شدند و اعلام شد که فیلم‌برداری آغاز شده و در شمال ایران درحال انجام است. برخی از عوامل فیلم قبلاً با سیدی در فیلم‌های مغزهای کوچک زنگ‌زده (۱۳۹۶) و اعترافات ذهن خطرناک من (۱۳۹۳) همکاری کرده‌اند.

## انتشار
در ۲۶ ژوئیه ۲۰۲۲، آلبرتو باربارا مدیر جشنواره فیلم ونیز، اعلام کرد این فیلم در بخش افق‌های دورهٔ هفتاد و نهم حضور خواهد داشت. تریلر رسمی فیلم در ۲ سپتامبر ۲۰۲۲ منتشر شد، و فیلم برای نخستین بار با عنوان بین‌المللی «World War III» در ۷ سپتامبر در بخش رقابتی افق‌های هفتاد و نهمین دوره جشنواره بین‌المللی فیلم ونیز نمایش داده شد. این فیلم همچنین در کنار عنکبوت مقدس، خرس نیست و شب، داخلی، دیوار در جشنواره فیلم هامبورگ ۲۰۲۲ نمایش داده شد. این فیلم در ۲۰ فروردین ۱۴۰۲ به صورت قاچاقی همانند فیلم برادران لیلا در فضای مجازی منتشر شد و در ۲۶ فروردین در سینماهای ایران اکران شد.

## بازخورد و جوایز

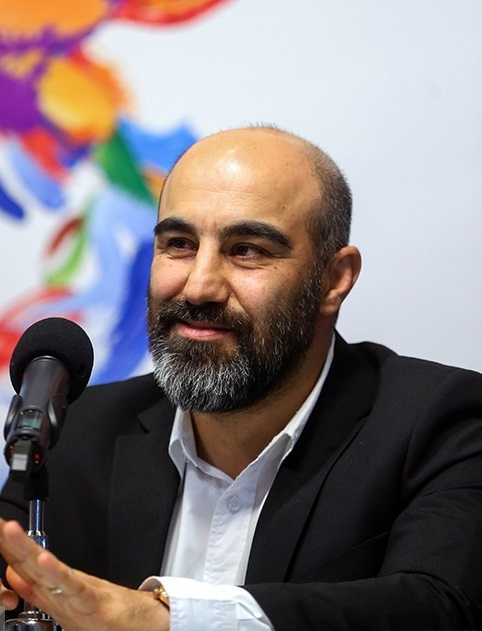
محسن تنابنده برای بازی در نقش شکیب تحسین گستردهٔ منتقدان را برانگیخت و جایزهٔ اوریزونتی برای بهترین بازیگر مرد را دریافت کرد.

جنگ جهانی سوم در بخش رقابتی افق‌های جشنواره فیلم ونیز نمایش داده شد و با تشویق ۷ دقیقه‌ای تماشاگران روبرو شد. جاناتان هالند از اسکرین اینترنشنال، با تمجید از این فیلم آن را «کمدی سیاهی» خواند که به تدریج «به یک تراژدی تبدیل می‌شود [و] با تمرکز روی عناصر دلهره‌آورِ عالی و شفافیتِ افسانه‌ای خود، داستانی طاقت‌فرسا اما متقاعدکننده» را ارائه می‌دهد که «نشان می‌دهد، چطور یکی از قربانیان یادمی‌گیرد که از ستمگران خود تقلید کند».

### جوایز و نامزدی‌ها
| جشنواره                         | تاریخ مراسم              | جایزه                    | دریافت‌کننده   | نتیجه | منبع          |
| ------------------------------- | ------------------------ | ------------------------ | ------------- | ----- | ------------- |
| جشنواره فیلم ونیز               | ۳۱ اوت — ۱۰ سپتامبر ۲۰۲۲ | بهترین فیلم «افق»        | هومن سیدی     | برنده | [ ۲۰ ]        |
| جشنواره فیلم ونیز               | ۳۱ اوت — ۱۰ سپتامبر ۲۰۲۲ | بهترین بازیگر مرد        | محسن تنابنده  | برنده | [ ۲۰ ]        |
| جشنواره بین‌المللی فیلم توکیو    | ۲۴ اکتبر — ۲ نوامبر ۲۰۲۲ | جایزه ویژه هیئت داوران   | جنگ جهانی سوم | برنده | [ ۲۱ ] [ ۲۲ ] |
| جشنواره بین‌المللی فیلم استانبول | ۷ آوریل — ۱۸ آوریل ۲۰۲۳  | بهترین فیلم (لاله طلایی) | جنگ جهانی سوم | برنده | [ ۲۳ ]        |